# 풀 메담메스
풀 메담메스(이집트 아랍어: فول مدمس, 표준 아랍어:  풀 무담마스[*]) 또는 풀(아랍어: فول)은 이집트의 콩 요리이다. 누에콩으로 만든 콩 스튜로, 특히 아침 식사로 인기 있다. 이집트와 수단, 남수단의 국민 음식 가운데 하나로 여겨진다.

## 이름
아랍어 "풀 무담마스(فُول مُدَمَّس)"는 "콩(누에콩)"을 뜻하는 명사 "풀(فُول)"과 "묻다"를 뜻하는 동사 "담마사(دَمَّسَ)"의 과거분사 형태인 "무담마스(مُدَمَّس)"가 합쳐진 말로, "묻힌 콩"이라는 뜻이다.

## 만들기
누에콩은 밤새 불렸다가 "담메사(دماسه, 표준 아랍어:  담마사[*])"라 불리는 길쭉한 조리용기에 넣어 삶는다. 팬에 기름을 두르고, 고추, 마늘, 파나 양파 등 향신채를 볶다가, 익힌 누에콩과 소금, 쿠민을 넣어 섞는다. 고수, 파슬리 등 허브와 레몬 즙을 곁들여 낸다.

## 사진

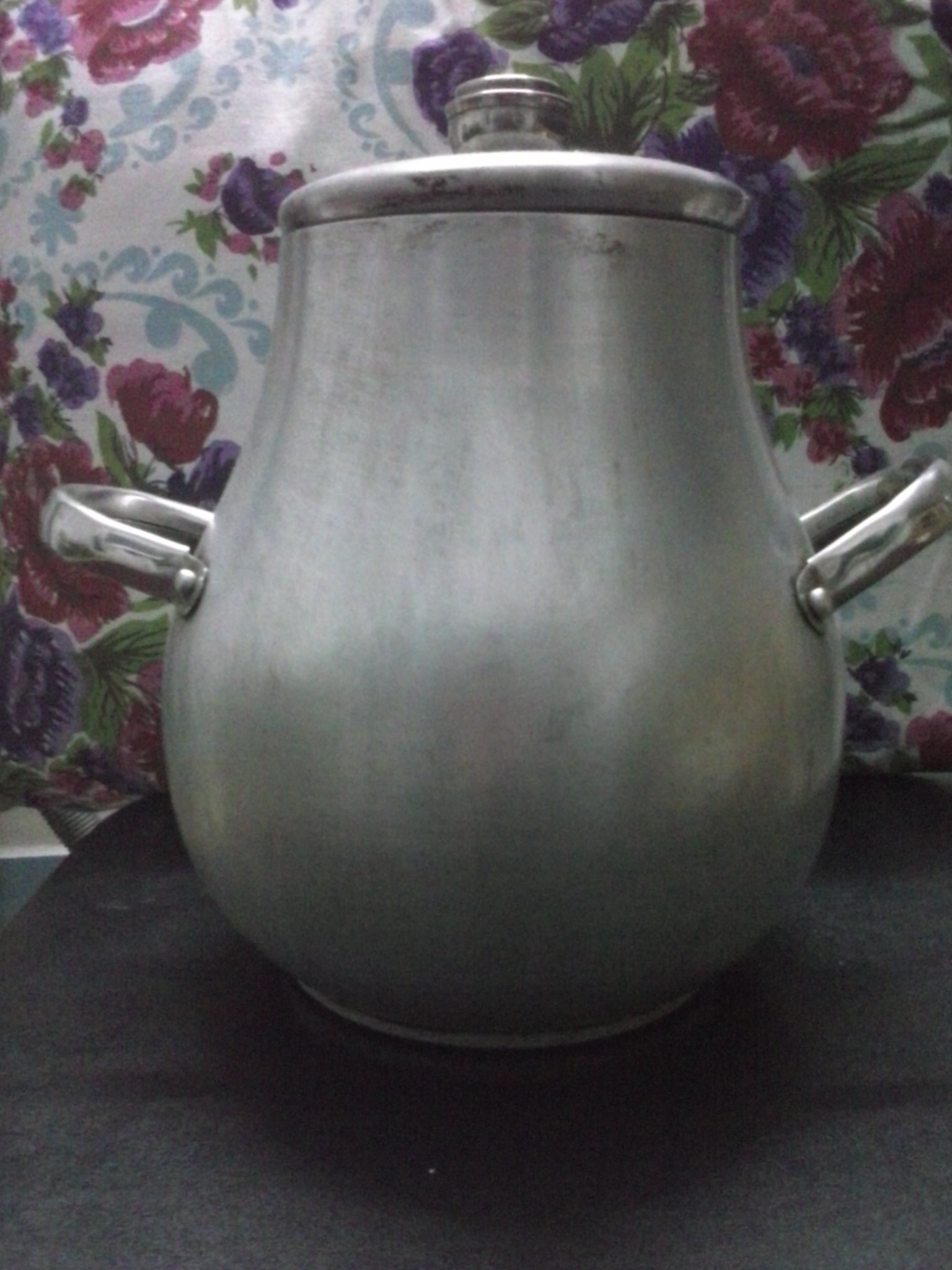
담메사
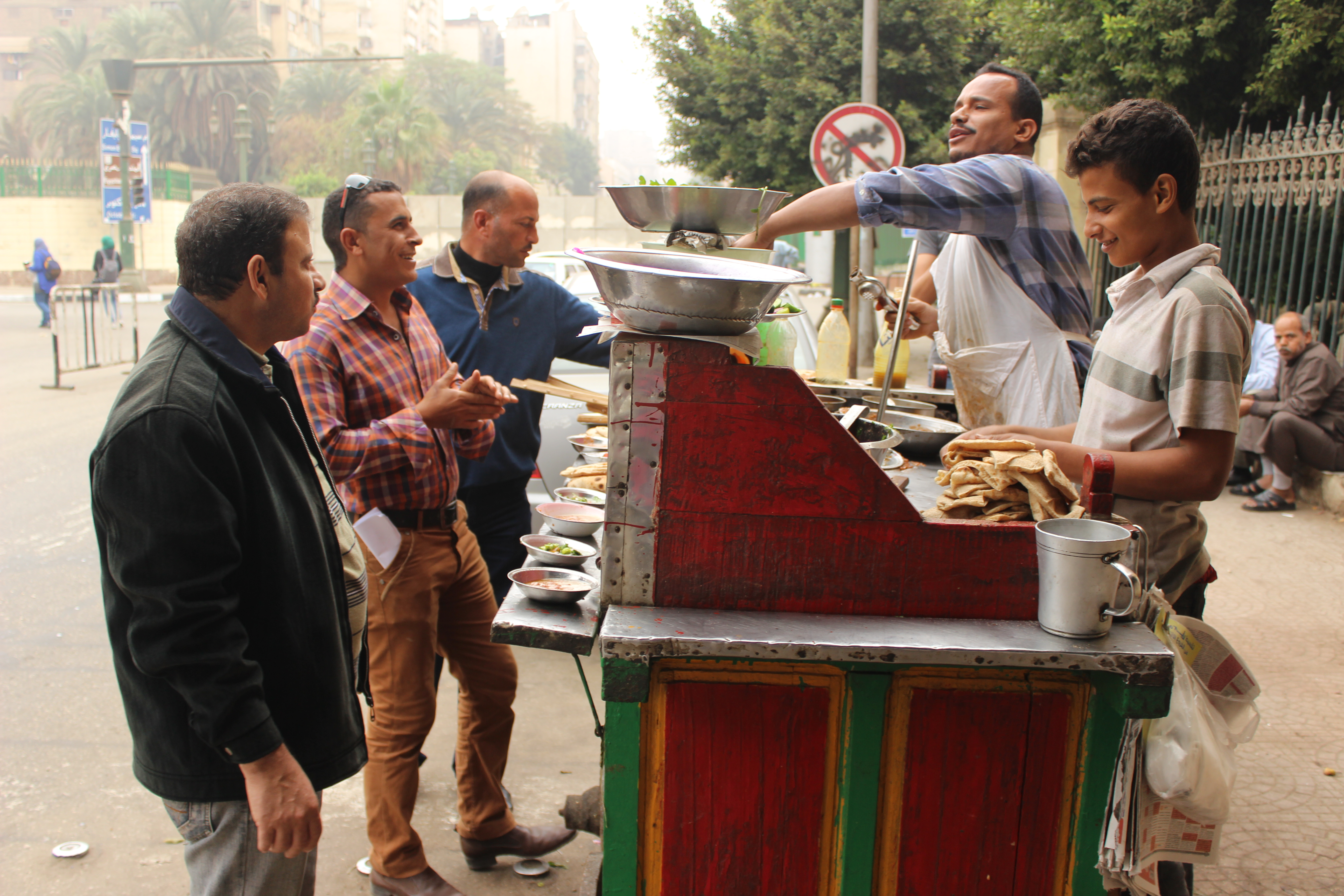
풀을 파는 노점상

## 같이 보기
- 누에콩 수프
- 슈로